# Девичьи секреты (телесериал)
«Девичьи секреты» (англ. Baby — рус. Малышка / Детка) — итальянский драматический телесериал, созданный по заказу Netflix. Релиз сериала состоялся 30 ноября 2018 года на Netflix. Сериал посвящен ученикам элитной средней школы в Риме, занимающимся проституцией. Сериал в значительной степени основан на реальной истории двух учениц средней школы Рима, вовлеченных в детскую проституцию.
Появление сериала вызвало немало критики в адрес Netflix.
В декабре 2018 года сериал был продлён на второй сезон, премьера которого состоялась 18 октября 2019 года.
13 ноября 2019 года Netflix продлил сериал на финальный, третий сезон. Премьера финального третьего сезона состоялась 11 сентября 2020 года.